# 吉川岩喜
吉川 岩喜（きちかわ いわき、1874年2月 - 没年不詳）は、日本の工学者。専門は採鉱冶金学。

## 経歴
福岡県士族吉川和郎の二男として東京に生まれる。1893年福岡県立尋常中学修猷館、1896年旧制第五高等学校理科を経て、1899年東京帝国大学工科大学冶金学科を卒業。
豊国炭鉱採炭部、星野金山、釜石鉱山、朝鮮総督府中央試験所、平壌鉱業所燃料選鉱研究所の技師を務めた後、早稲田大学に招聘され理工学部教授に就任。
1924年9月論文「朝鮮平壌炭の研究」で早稲田大学の博士第一号として工学博士の学位を取得。
1927年4月採鉱冶金学科の教務主任を務めた。
1938年10月大同工業専門学校校長に就任。退任後、東洋拓殖、南洋拓殖の嘱託を務めた。